# Vichel-Nanteuil
Vichel-Nanteuil es una comuna francesa situada en el departamento de Aisne, en la región de Alta Francia.

## Demografía
| 133 | 122 | 96 | 67 | 88 | 86 | 90 |
| Para los censos de 1962 a 1999 la población legal corresponde a la población sin duplicidades (Fuente: INSEE [Consultar]) |     |    |    |    |    |    |